# Xenia Borislavskaïa
Xenia Borislavkaïa (en russe : Ксения Бориславская), née en 1880 et morte en 1948, est une femme érudite,  journaliste, traductrice, biographe, lexicographe, poétesse et écrivaine. Elle était l'épouse du scientifique Nikolaï Morozov.

## Biographie
Xenia Borislavkaïa suivit sa scolarité à l'Institut pour jeunes filles nobles. Elle apprit le piano au conservatoire Rimski-Korsakov de Saint-Pétersbourg.
En 1907, elle épousa le scientifique Nikolai Alexandrovich Morozov. Pour son mari (dont elle était la seconde épouse) Xenia est devenue une muse et un ange gardien. Sans ses soins, Nikolai, récemment libéré de prison, souffrant et affaibli par tant d'années de captivité, n'aurait guère pu vivre une telle vie longue et fructueuse. Xenia s'impliqua dans sa correspondance et a contribué à la publication de ses œuvres.
La même année que celle de son mariage, elle fut engagée comme journaliste aux Nouvelles russes, fonction qu'elle assuma jusqu'en 1911.
Ayant une bonne connaissance des langues européennes, anglaise, française, allemande et scandinaves, elle traduisit des œuvres d'auteurs célèbres, tels que Pierre Louÿs, Robert Smythe Hichens, Knut Hamsun ou HG Wells.
Xenia Borislavkaïa a écrit de nombreux articles et essais à la mémoire de son mari, y compris ceux publiés pour le 90e anniversaire de son mari intitulé "Nikolai Morozov" (Leningrad: Académie des Sciences, 1944).